# タトラK2 (オストラヴァ市電)
この項目では、チェコスロバキアのČKDタトラが展開していた路面電車車両のタトラK2のうち、チェコの都市・オストラヴァの路面電車であるオストラヴァ市電に導入された車両について解説する。1967年から導入が始まり長期にわたって使用されたが、後継車両への置き換えにより2018年に営業運転を終了した。

## 概要・運用
タトラK2はチェコスロバキア（現：チェコ）にかつて存在した鉄道車両メーカーのČKDタトラによって開発された2車体連接車である。先に開発された連接車のタトラK1に故障が多発した事を踏まえ、同時期に生産されていたタトラT3を基にした電気機器が採用されたのが特徴で、ループ線が存在する系統に適した片運転台式の車体を有していた。
オストラヴァ市電向けの車両は1967年に導入され同年2月に営業運転を開始した3両（802 - 804）から製造が始まり、1969年には更に5両（805 - 809）の増備が実施された。当初は更なる導入が予定されていたが、同時期のオストラヴァ市電に向けてはタトラT3の大量生産が実施されており、以降の増備は1983年に輸送力増強のために導入された2両（810、811）に留まった。この2両は元々サラエヴォ市電（ユーゴスラビア、現：ボスニア・ヘルツェゴビナ）向けに開発されたものをオストラヴァ市電を含めたチェコスロバキア各地の路面電車へ向けて導入された経歴を持つ。
ビロード離婚を経てオストラヴァ市電がチェコの路面電車となって以降は機器の更新が行われ、7両（805 - 811）はČKDトラクションが展開したTV8に、2両（802・803）はアルストム（→セゲレック）が開発したTVプログレスへの制御装置の交換が実施され、形式名についても前者はタトラK2Gに、後者はタトラK2Pに変更された。また、大半の車両は車内の改装も併せて実施された。一方で804については歴史的な車両として原形を留め2005年に引退後は保存が予定されていたが、車両の状態が悪かった事から実現せず、長期にわたって放置された後2010年に解体された。

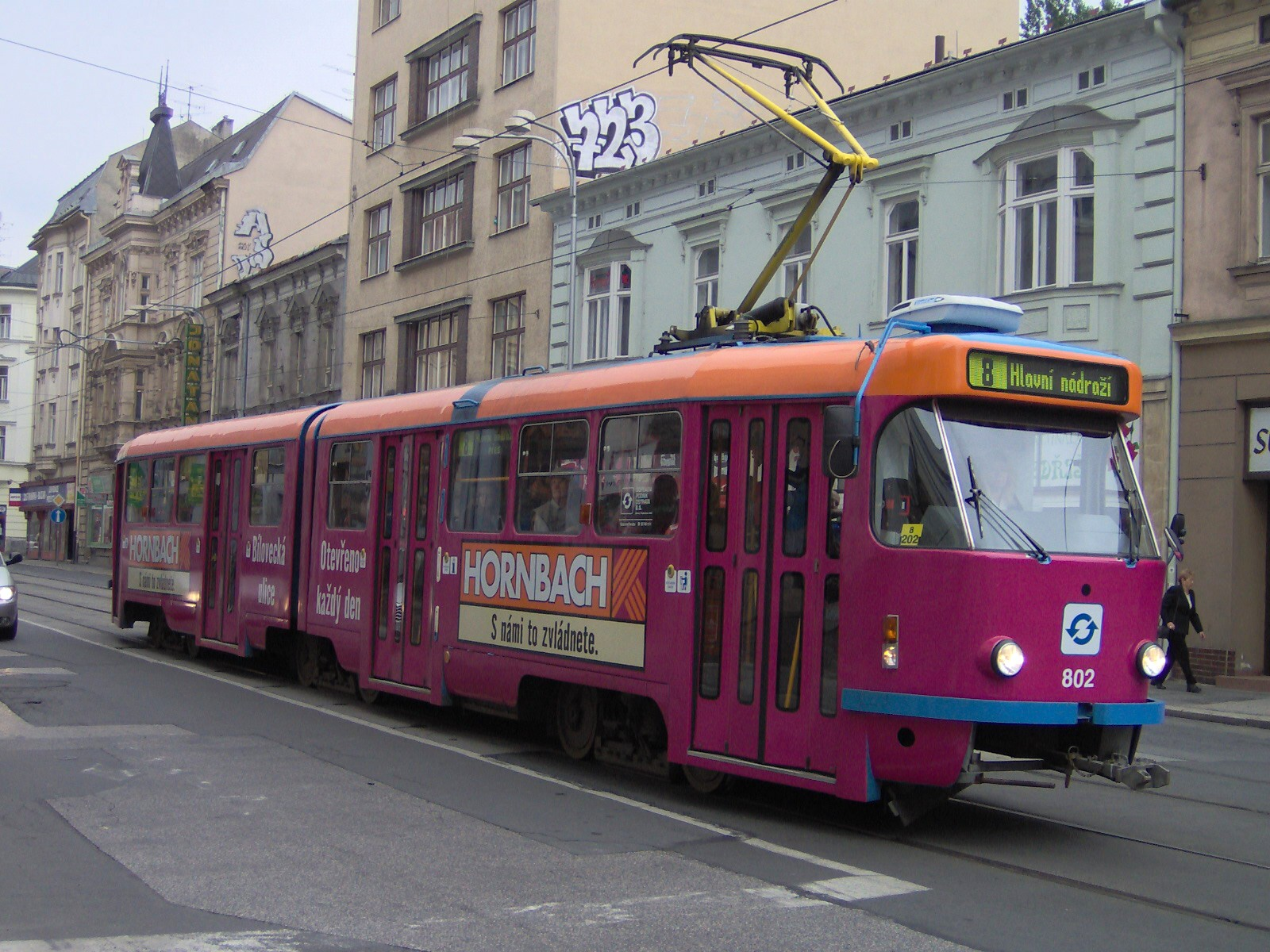
タトラK2R.P（2006年撮影）

更新を受けた車両についても2008年に起きた事故の影響で廃車・解体された810を皮切りに廃車が始まり、2013年には機器流用車であるヴァリオLR2R.Eへ台車や主電動機などの主要機器を供出するため808と809が廃車された。それ以外の車両も2017年以降後継車両となるタンゴ NF2 "ノヴァ"への置き換えにより営業運転から撤退し、最後に残されたのは802と803となった。そして、2018年11月3日に実施されたさよなら運転やセレモニーを最後に、オストラヴァ市電におけるタトラK2の営業運転は終了した。
引退後、803は歴史的な車両として動態保存されている一方、802については車両番号が「8210」に変更され2021年現在も在籍している。